# Wilhelm Amandus Beer

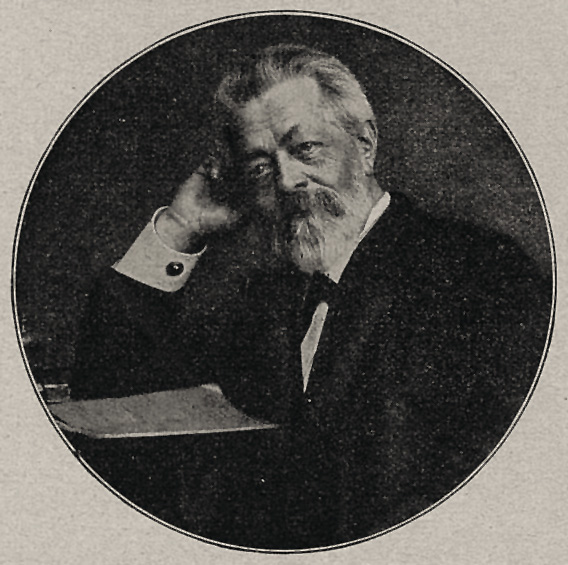
Wilhelm Amandus Beer

Wilhelm Amandus Beer (* 9. August 1837 in Frankfurt am Main; † 19. Januar 1907 ebenda) war ein deutscher Maler und Hochschullehrer, der vor allem über Motive fremder Länder Beliebtheit erlangte. In seinem Werk überwiegen Darstellungen aus Russland und Darstellungen aus dem russischen Volksleben – dies trug ihm den Beinamen Russen-Beer ein.

## Ausbildung
Nach erstem Zeichenunterricht bei seinem Großonkel Anton Radl war Beer am Städelschen Kunstinstitut bis 1852 Schüler von Jakob Becker, dessen Genremalerei im Stil der Düsseldorfer Schule ihn prägte. Anschließend wurde er unter Edward von Steinle in der Historien- und Freskenmalerei ausgebildet, zu weiteren Studien bereiste er Antwerpen und Paris.

## Künstlerische Laufbahn

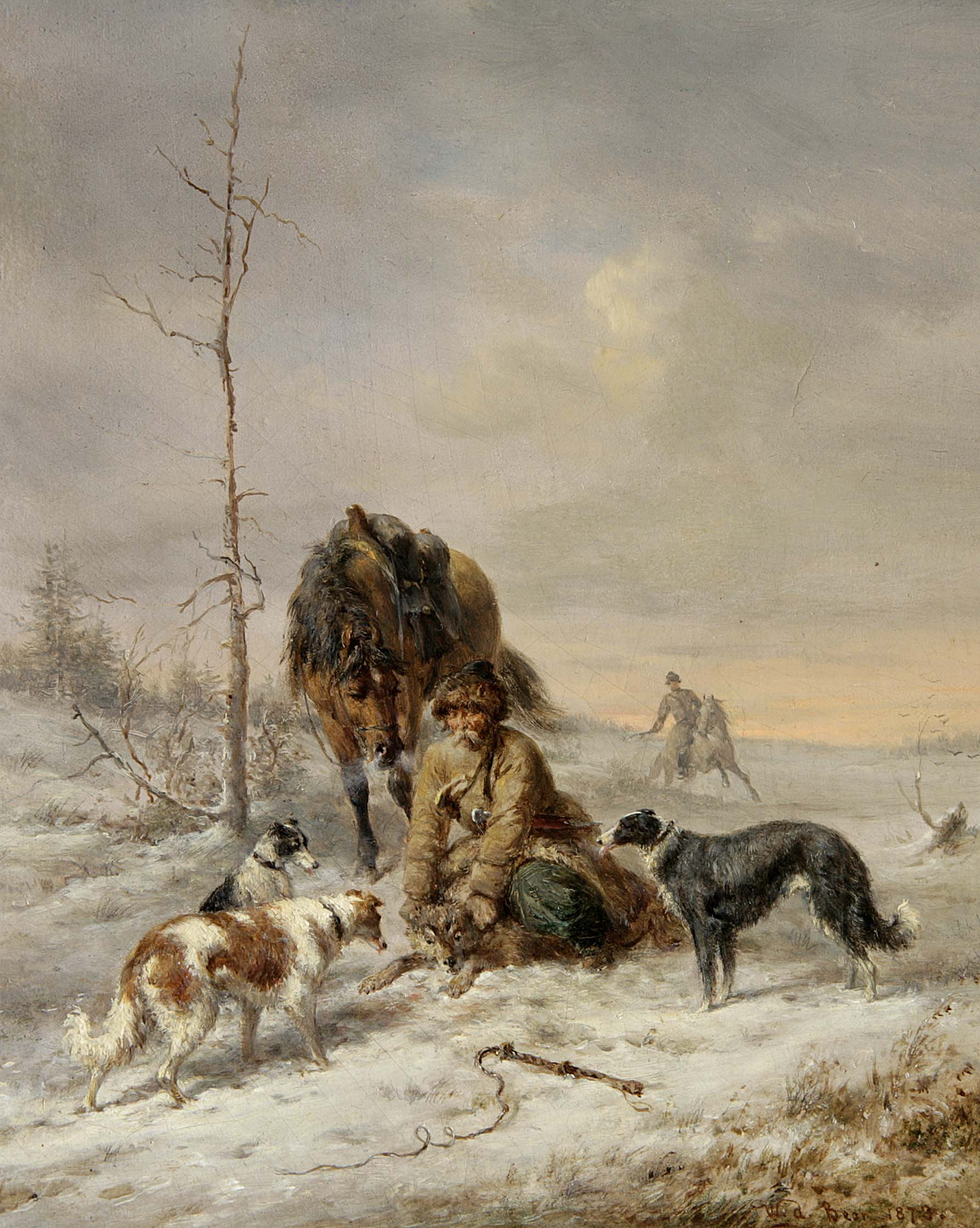
Der lebendig gefangene Wolf, 1879

Erste Studienreisen in der Umgebung Frankfurts ließen ihn öfter in Kronberg im Taunus weilen, er zählte zum weiteren Umfeld der Kronberger Malerkolonie. 1857 besuchte er München und die Alpen und reist nach Wien. Entscheidende Bedeutung erlangten jedoch seine wiederholten Reisen nach Russland. Während längerer Aufenthalte in den Jahren von 1867 bis 1870 und 1877 im Gouvernement Smolensk – vor allem auf dem Gut des Malers Sergej Andrjewitsch von Baryschnikoff – studierte Beer eingehend die Charakteristika von Land und Leuten.
Besondere Beliebtheit erlangten die im Frankfurter Atelier gemalten Bilder von Jahrmärkten verschiedener Orte wie beispielsweise das Gemälde Bärenführer auf dem Jahrmarkt aus Slednowa im Gouvernement Smolensk. Nach einer Italienreise 1880 und dem Besuch der Niederlande 1895 wurde der seit 1870 in Frankfurt ansässige Künstler Leiter eines Meisterateliers im Städelschen Kunstinstitut und zwei Jahre später, 1899, zum Professor ernannt. Unter seinen Meisterschülern war der Grafiker Kurt Jäckel.

## Schüler
- Emil Beithan (1878–1955)
- Armin Stern (1883–1944)
- Wilhelm Runze (1887–1972)